# Euphorbia minuta
Euphorbia minuta — вид рослин із родини молочайних (Euphorbiaceae), ендемік Іспанії.

## Опис
Це гола сизувата трава заввишки 4–15(25) см. Кореневище товсте, діаметром до 10 мм, зазвичай дуже вузлувате, зрідка тонке та звивисте. Стебла прості або розгалужені від основи, прямовисно-висхідні, не дуже жорсткі, тонкі, до 1.5 мм у діаметрі, з 2(4) родючими бічними гілками. Листки від округлої до еліптичної форми, майже цілі, 3–15(18) × 1–5(8) мм, поступово зменшуються в розмірі до основи, густо розташовані в нижній третині, часто червонуваті на краю. Квітки жовті. Період цвітіння: літо. Плоди 3–3.5 × 3.3–3.7 мм, яйцеподібні, голі, мало або дуже борознисті. Насіння 2.3–2.6 × 1.4–1.6 мм, яйцеподібне, шорстке, сірувате.

## Поширення
Ендемік Іспанії. Населяє очищені чагарники, кам'янисті пасовища, схили і взагалі росте на відкритих і дуже сонячних місцях; віддає перевагу вапняковим субстратам, як правило, суглинним, глинистим або, рідше, гіпсовим; на висотах 100–1100(2400?) метрів.